# طوبولوجيا جغرافية مكانية

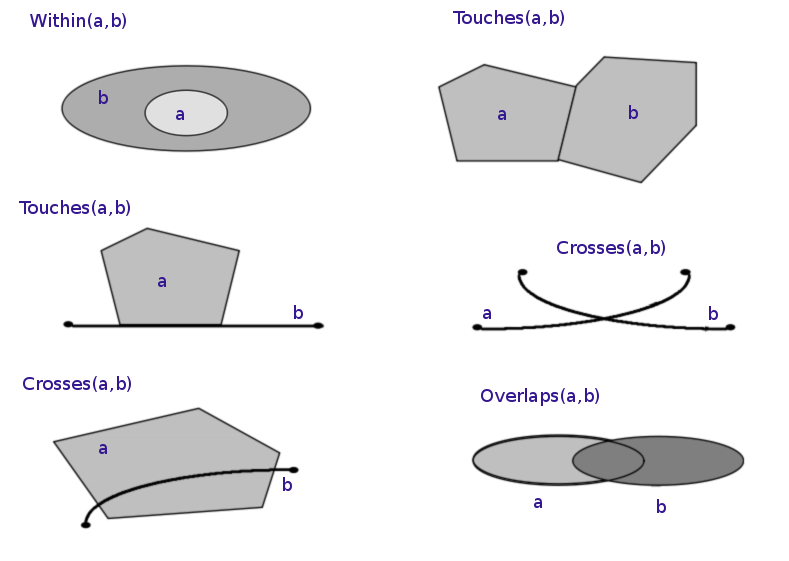

الطوبولوجيا الجغرافية المكانية تدرس القواعد المرتبطة بالعلاقات بين النقاط والخطوط والمضلعات التي تمثل مزايا منطقة جغرافية ما. على سبيل المثال، عندما يمثل مضلعان دولتين متجاورتين، فإن القواعد الطوبولوجية النموذجية تتطلب أن تشترك هاتان الدولتان في حدود مشتركة دون أي فجوات وتداخلات. وبالمثل، فسوف يكون من الهراء السماح بتداخل مضلعين يمثلان بحيرات.
في التحليل المكاني يتم اشتقاق العلاقات المكانية الطوبولوجية من نموذج DE-9IM، كتنبؤات مكانية حول العلاقات بين النقاط و/أو الخطوط و/أو المناطق: تساوي، تحتوي على، تغطي، مغطاة بواسطة، تعبر، تفصل، تتقاطع، تتداخل، تلمس، وداخل. في تصويرات الشبكة والتمثيلات البيانية يرتبط التحليل الطوبولوجي بالعناصر الطوبولوجية مثل الأوجه والحواف والعُقَد.
منشور معهد بحوث النظم البيئية بعنوان نظام المعلومات الجغرافية الطوبولوجيا يوضح أن العمليات الطوبولوجية تستخدم لإدارة الهندسة المشتركة وتعريف قواعد سلامة البيانات وتطبيقها ودعم استعلامات العلاقة الطوبولوجية والتنقل وإنشاء أشكال أكثر تعقيدًا مثل المضلعات من أشكال بدائية مثل الخطوط. ورقة عمل نظام معلومات جغرافية للمعلمين في Linfiniti
على خلاف GML, أو يمكن تطبيقه من ناحية المبدأ باستخدام قيود التكامل في نظام DBMS يدعم نظام المعلومات الجغرافية مثل PostGIS. ورغم ذلك، فكما يوضح ريديمان (عام 2004)، تتميز العوامل الطوبولوجية في طبيعتها بأنها معقدة ويتطلب تنفيذها التحلي بالحذر بشأن إمكانية الاستخدام والالتزام بالمعايير.
أوراكل ونظام PostGIS توفر عوامل طوبولوجية أساسية تسمح للتطبيقات باختبار "علاقات مثل يحتوي، داخل، يغطي، مغطى بواسطة، لمس، وتداخل مع الحدود المتقاطعة." على خلاف وثائق نظام PostGIS، تضع وثائق أوراكل فارقًا بين "العلاقات الطوبولوجية [التي] تظل ثابتة عند تشوه المساحة الإحداثية، من خلال الالتواء أو التمدد" و"العلاقات غير الطوبولوجية [التي] تتضمن طول شيء والمسافة بين شيئين ومساحة شيء. " تتم الاستفادة من هذه العوامل بواسطة التطبيقات لضمان تخزين مجموعات البيانات ومعالجتها بأسلوب صحيح من الناحية الطوبولوجية.